# Harbottle Grimston
Pour les articles homonymes, voir Grimston.
Sir Harbottle Grimston, né le 27 janvier 1603 et mort le 2 janvier 1685, est un homme politique et juge anglais. Sa carrière parlementaire s'étend sur plus d'un demi-siècle, du règne de Charles Ier à celui de Charles II en passant par la période républicaine du Commonwealth d'Angleterre. Il préside le parlement qui restaure la monarchie en 1660.

## Biographie
Étudiant au Emmanuel College de l'université de Cambridge, il étudie ensuite le droit à Lincoln's Inn et est appelé au barreau en 1628. Cette même année, à l'occasion d'une élection partielle pour la circonscription de Harwich, il est élu député à la Chambre des communes du Parlement d'Angleterre. Il siège d'octobre 1628 à mars 1629, lorsque le roi Charles Ier dissout le Parlement en n'en convoque pas de nouveau durant onze ans. En 1634, Harbottle Grimston devient juge (recorder) de la ville de Harwich. En 1640 il siège pour Colchester au « Court Parlement » en avril, puis au « Long Parlement » à partir de novembre. Durant la guerre civile qui débute en novembre 1642, il prend parti pour les Têtes-Rondes (les parlementaires), et conserve ainsi son siège, mais sans grand enthousiasme. En 1648 il hérite du titre de baronnet de son père défunt. Il est l'un des députés qui, fin 1648, négocient avec Charles le traité de Newport pour mettre fin au conflit et préserver la monarchie. Pour cette raison, il est exclu du Parlement lors de la purge de Pride menée par les militaires en décembre. Destitué de sa fonction de juge, il est un temps emprisonné. Le roi est exécuté par les parlementaires radicaux l'année suivante, et le régime parlementaire qui devait aboutir de l'instauration de la république devient une dictature militaire.

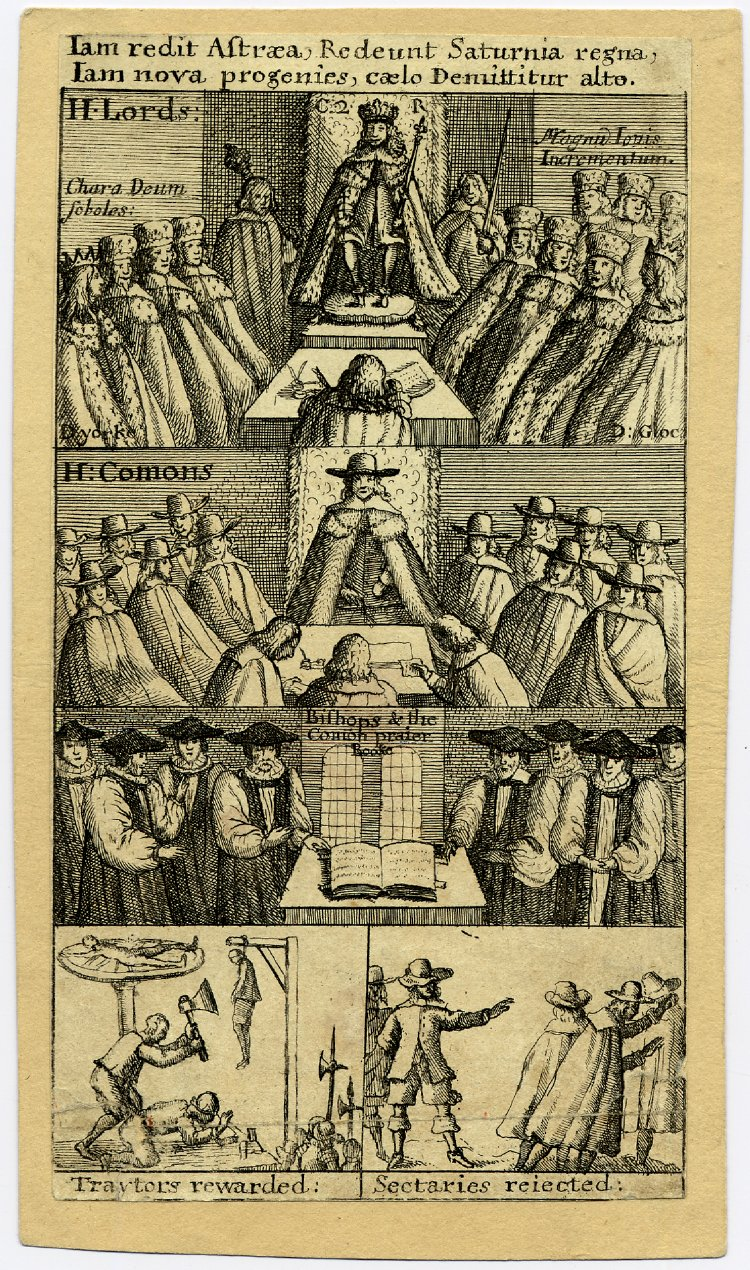
Représentation contemporaine de la restauration de la monarchie en 1660. On y voit la Chambre des communes, présidée par Harbottle Grimston.

En 1651, il épouse en secondes noces Anne, fille du peintre Nathaniel Bacon. Sous la république, il est élu député du comté de l'Essex au parlement de 1656, mais, à l'instar d'une centaine d'autres élus, n'est pas autorisé à prendre son siège. Après la démission du Lord protecteur Richard Cromwell, Grimston est toutefois autorisé à siéger au « Long Parlement » restauré en février 1660. Dans le même temps, il est fait membre du Conseil d'État qui constitue désormais le corps exécutif de la république. Il est député de Colchester au nouveau parlement qui siège d'avril à décembre pour décider de l'avenir du régime, et est élu président (speaker) de la Chambre des communes. Sous sa présidence, ce « parlement de convention » vote la restauration de la monarchie, confiant le trône à Charles II. En qualité de porte-parole de la Chambre, c'est à lui qu'il revient d'accueillir le roi à son arrivée à Londres le 29 mai. Il préside par ailleurs la commission parlementaire qui juge les anciens députés coupables du régicide de Charles Ier. En novembre, il est nommé Master of the Rolls, c'est-à-dire président de la Cour de la Chancellerie ; il exercera cette fonction jusqu'à sa mort. Il y est réputé juste, patient et modéré.
Il est réélu député de Colchester pour le « parlement cavalier » qui siège de 1661 à 1679. Il n'y est initialement pas très actif, se consacrant plutôt à ses fonctions judiciaires. Il est député de cette même ville aux parlements de 1679, 1680 et 1681. Il vote en faveur de la proposition de loi visant à exclure de la ligne de succession au trône le prince Jacques, frère du roi, en raison de la foi catholique du prince. Il est « totalement inactif » au bref parlement de 1681, et meurt d'apoplexie le lendemain du jour de l'An 1685. Seul l'un de ses six fils lui survit. Il est inhumé à l'église de St Michael à St Albans.